# Список самых высоких зданий Далласа
Ниже представлен список зданий города Даллас (штат Техас, США) высотой более 400 футов (121,9 метров) — на 2016 год таких насчитывается 28 штук. Самое высокое здание города — Bank of America Plaza, имеющее высоту 280,7 метров. Первым высотным зданием города считается Praetorian Building (существовало с 1909 по 2013 год, 14 этажей, 56 метров).
Три из десяти самых высоких зданий штата расположены в Далласе. Из 28 самых высоких зданий города 15 были построены в 1980-х годах, по 4 — в 1970-х и 1960-х, 2 — в 1950-х и по одному в 1940-х, 2000-х и 2010-х годах.

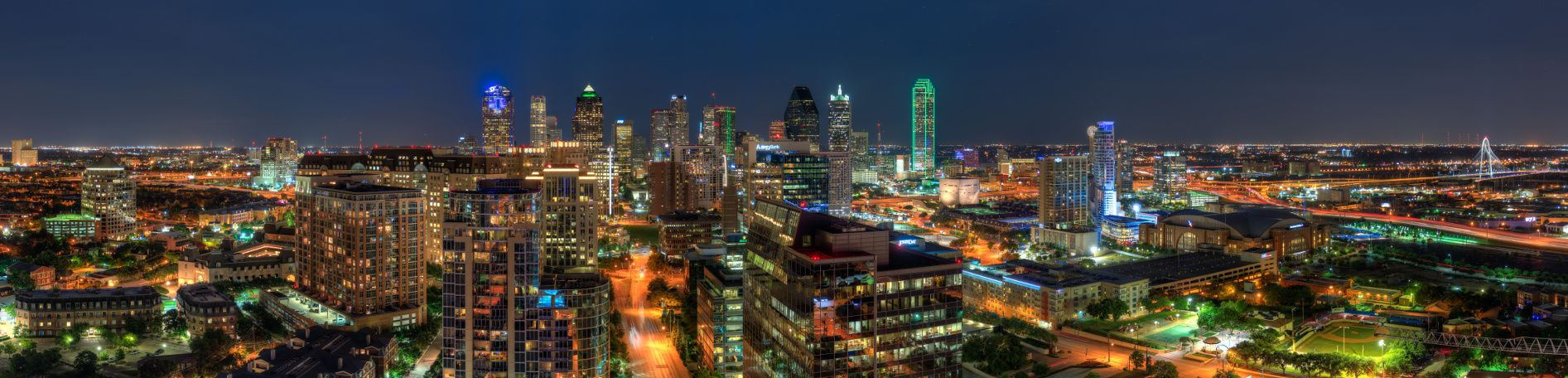
Панорама ночного Далласа

## Список
Сортировка по убыванию высоты. В столбце «Высота» указана архитектурная высота, то есть без антенн, флагштоков и прочих легко демонтируемых конструкций. Знак равенства = после порядкового номера означает, что здания имеют одинаковую высоту с точностью до 0,1 м.
| № п/п | Название                                    | Фото | Высота, м | Надземных этажей | Год окончания строительства | Примечания, ссылки |
| ----- | ------------------------------------------- | ---- | --------- | ---------------- | --------------------------- | --- |
| 1     | Bank of America Plaza                       |      | 280,7     | 72               | 1985                        | Самое высокое здание города с 1985 года по настоящее время, 3-е по высоте здание в штате, 27-е в США. |
| 2     | Renaissance Tower                           |      | 270,1     | 56               | 1974                        | Самое высокое здание города с 1974 по 1985 год, самое высокое здание штата с 1974 по 1982 год. Ныне 5-е по высоте здание в штате и 30-е в США. «Звезда» известного телесериала «Даллас». |
| 3     | Comerica Bank Tower                         |      | 239,9     | 60               | 1987                        | 6-е по высоте здание в штате и 62-е в США. |
| 4     | Chase Tower                                 |      | 225       | 55               | 1987                        | 11-е по высоте здание в штате и 103-е в США. |
| 5     | Fountain Place                              |      | 219,5     | 62               | 1986                        | 14-е по высоте здание в штате и 114-е в США. |
| 6     | Trammell Crow Center                        |      | 209,1     | 50               | 1985                        | |
| 7     | 1700 Pacific                                |      | 199,7     | 50               | 1983                        | |
| 8     | Thanksgiving Tower                          |      | 196,5     | 50               | 1982                        | |
| 9     | Energy Plaza                                |      | 191,7     | 49               | 1983                        | На крыше здания установлена теле- радио-коммуникационная антенна высотой 32,9 метров, являющаяся уменьшенной копией Star Tower. |
| 10    | Elm Place                                   |      | 191,4     | 52               | 1965                        | Самое высокое здание города с 1965 по 1974 год. |
| 11    | Republic Center Tower I                     |      | 183,5     | 36               | 1954                        | Самое высокое здание города с 1954 по 1965 год. Ныне самое высокое полностью жилое здание города. На крыше установлен шпиль высотой 45,7 метров, входящий в понятие «архитектурная высота». Комплекс состоит из трёх зданий: двух небоскрёбов и одного обычного (32 метра); о втором см. № 12.                                     |
| 12    | Republic Center Tower II                    |      | 182,3     | 53               | 1964                        | Комплекс состоит из трёх зданий: двух небоскрёбов и одного обычного (32 метра); о первом см. № 11. |
| 13    | Whitacre Tower                              |      | 176,8     | 37               | 1984                        | |
| 14    | Lincoln Plaza                               |      | 176,5     | 45               | 1982                        | |
| 15=   | Tower at Cityplace                          |      | 170,7     | 42               | 1988                        | Самое высокое здание вне пределов делового района города. |
| 15=   | Музейная башня                              |      | 170,7     | 42               | 2013                        | Второе по высоте полностью жилое здание города. |
| —     | Reunion Tower                               |      | 170,7     | —                | 1978                        | Вторая по высоте смотровая башня в Техасе и пятая в США. Подобные сооружения не являются по определению «зданиями», и данная башня включена в этот список для сравнения. |
| 17    | Sheraton Dallas Hotel (Центральная башня)   |      | 167,6     | 42               | 1959                        | Самое высокое полностью гостиничное здание города. Комплекс состоит из трёх небоскрёбов высотой 167,6, 136,6 (см. № 25) и 107,3 метров (в данный список не включён). |
| 18    | Mercantile National Bank Building           |      | 159,4     | 31               | 1943                        | Единственное крупное офисное здание, построенное в США во время Второй мировой войны. Самое высокое здание не только Далласа, но и всех США к западу от Миссисипи с 1943 по 1954 год. |
| 19    | Bryan Tower                                 |      | 156,1     | 34               | 1973                        | |
| 20    | Harwood Center                              |      | 147,2     | 36               | 1982                        | |
| 21    | KPMG Centre                                 |      | 146,6     | 34               | 1980                        | |
| 22    | 2100 Ross Avenue                            |      | 139       | 33               | 1982                        | |
| 23    | Renaissance Dallas Hotel                    |      | 137,5     | 29               | 1983                        | Здание имеет в проекции необычную овальную форму, на крыше расположен открытый плавательный бассейн, а в холле висит огромная люстра, признанная самой большой свободно висящей люстрой в мире — благодаря этим фактам фото гостиницы было размещено на первой обложке журнала National Geographic в одном из номеров за 1984 год. |
| 24=   | One Dallas Center                           |      | 136,6     | 30               | 1979                        | |
| 24=   | Sheraton Hotel North Tower (Северная башня) |      | 136,6     | 31               | 1981                        | Комплекс состоит из трёх небоскрёбов высотой 167,6 (см. № 17), 136,6 и 107,3 метров (в данный список не включён). |
| 26    | One Main Place                              |      | 135,6     | 33               | 1968                        | |
| 27    | W Dallas Victory Hotel and Residences       |      | 133,9     | 32               | 2006                        | |
| 28    | 1600 Pacific Tower                          |      | 132,3     | 33               | 1964                        | |